# Software de aplicación

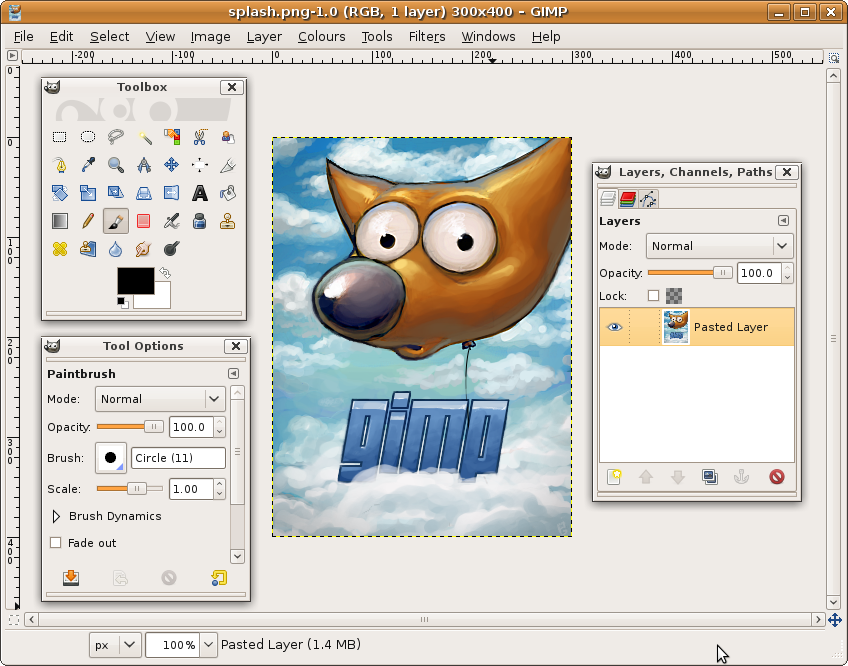
GIMP, versión 2.6, una software de aplicación libre.

En informática, el software de aplicación es un tipo de software de computadora diseñado para hacer un grupo de funciones, tareas o actividades coordinadas para el beneficio del usuario. Ejemplos de una aplicación —en algunas ocasiones se usa el acortamiento inglés app, de application— serían un procesador de textos, una hoja de cálculo, una aplicación de contabilidad, un navegador web, un reproductor multimedia, un simulador de vuelo aeronáutico o un editor de fotografías. El «software de aplicación» hace referencia de manera colectiva a todas las aplicaciones, como analogía con el software del sistema, principalmente relacionado con el ejecutado por el sistema operativo.
Las aplicaciones pueden ser empaquetadas con el ordenador y su software de sistema o bien ser publicadas por separado. Asimismo, pueden codificarse como proyectos propietarios, de código abierto o universitarios. Las aplicaciones creadas para plataformas móviles se denominan aplicaciones móviles.
Actualmente, con el uso de dispositivo móviles, se ha extendido el término app, que es un acortamiento de la palabra inglesa application, y extendida por el éxito de la llamada App Store de Apple. En español se desaconseja su uso, pero de usarla, se recomienda escribir app en letra cursiva, y no debería deletrearse al leerla, porque no es una sigla (se pronuncia /ap/), aunque esto puede dificultar la pronunciación de las palabras que le siguen inmediatamente, al forzar una pausa para pronunciar o marcar la p final de app —que no es algo que en español se dé naturalmente—. El acortamiento que podría recomendarse del término 'aplicación', en todo caso sería 'apli' (con su plural 'aplis'), escritas en letra común.

## Terminología

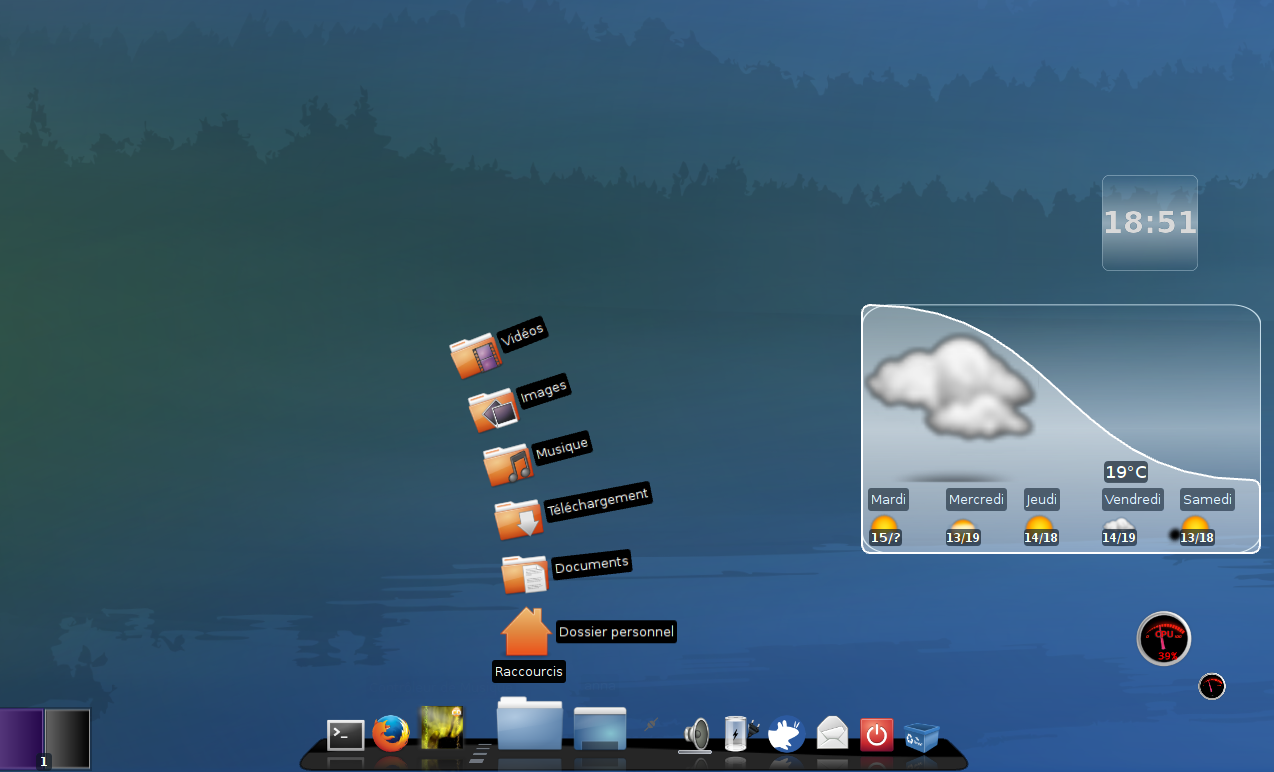
Cairo - dock

En tecnología de la información, una aplicación es un programa informático diseñado para ayudar a las personas a realizar una actividad. Por lo tanto, una aplicación difiere de un sistema operativo (que ejecuta una computadora), una utilidad (que realiza tareas de mantenimiento o tareas generales) y una herramienta de programación (con los cuales se crean los programas de computadora). Dependiendo de la actividad para la que fue diseñado, una aplicación puede manipular texto, números, gráficos o una combinación de estos elementos.
Algunas compañías agrupan diversos programas de distinta orientación en el uso, para que formen un paquete (llamados suites o paquetes ofimáticos), que suelen ser satisfactorios para las necesidades más apremiantes del usuario. Todos y cada uno de ellos sirven para ahorrar tiempo y dinero al usuario, al permitirle hacer cosas útiles con la computadora con alguna facilidad; de todas maneras, hay diferencias entre los programas que se ofrecen, pues algunos brindan ciertas prestaciones, aunque otros imponen un determinado diseño demasiado estricto, y ya que además, unos son más agradables y fáciles de usar que otros.
El sistema de software escrito a medida para el usuario satisface sus necesidades específicas. Esto incluye plantillas de hojas de cálculo, macros de procesador de textos, simulaciones científicas, gráficos y scripts de animación. Incluso los filtros de correo electrónico son una especie de software de usuario. Los usuarios crean este software ellos mismos y muchas veces pasan por alto lo importante que es.
Sin embargo, la delimitación entre el software del sistema, como los sistemas operativos y el software de aplicación, no es exacta y, en ocasiones, es objeto de controversia. Por ejemplo, una de las preguntas clave en el juicio antimonopolio de Estados Unidos v. Microsoft Corp. fue si el navegador web Internet Explorer de Microsoft era parte de su sistema operativo Windows o una pieza separable de software de aplicación. Citando otro ejemplo, la controversia de nombres de GNU/Linux es, en parte, debido al desacuerdo sobre la relación entre el núcleo Linux y los sistemas operativos construidos sobre este núcleo. En algunos tipos de sistemas embebidos o integrados, la distinción entre el software de la aplicación y el software del sistema operativo pueden ser indistinguibles para el usuario, como es el caso del software utilizado para controlar un VCR, un reproductor de DVD o un horno de microondas. Las definiciones anteriores pueden excluir algunas aplicaciones que pueden existir en algunas computadoras en organizaciones grandes.

### Metonimia
La palabra «aplicación», cuando se utiliza como adjetivo, no está restringida al significado «de o lo relacionado con el software de la aplicación». Por ejemplo, conceptos como interfaz de programación de aplicaciones (API), el servidor de aplicaciones, la virtualización de aplicaciones, la gestión del ciclo de vida de las aplicaciones y las aplicaciones portátiles se aplican a todos los programas informáticos por igual, no solo a los programas de aplicación.

### Aplicaciones y aplicaciones sorprendentes
Algunas aplicaciones están disponibles en versiones para varias plataformas diferentes; otros solo trabajan en uno y se llaman así, por ejemplo, una aplicación de Geografía para Windows, una aplicación para Android para educación o un juego de Linux. A veces surge una aplicación nueva y popular que solo funciona en una plataforma, lo que aumenta la conveniencia de esa plataforma. Esto se trata de una aplicación estrella o killer app. Por ejemplo, VisiCalc fue el primer software moderno de hoja de cálculo para Apple II y ayudó a vender las nuevas computadoras personales en las oficinas. Para Blackberry fue su software de correo electrónico.
En la primera década del siglo XXI, la abreviada "aplicación" (acuñada en 1981 o anterior) se ha vuelto popular para referirse a aplicaciones para dispositivos móviles como teléfonos inteligentes y tabletas, la forma acortada que coincide con su alcance generalmente más pequeño en comparación con las aplicaciones en PC. Incluso más recientemente, la versión abreviada también se usa para software de aplicaciones de escritorio.

## Clasificación
A partir del desarrollo y la adopción casi universal de la web, ha surgido una distinción importante entre las aplicaciones web, escritas con HTML, JavaScript y otras tecnologías nativas de la web y que normalmente requieren que una esté en línea y ejecute un navegador web, y las aplicaciones nativas más tradicionales escritas en los idiomas disponibles para el tipo particular de computadora. Ha habido un debate polémico en la comunidad informática sobre las aplicaciones web que reemplazan las aplicaciones nativas para muchos propósitos, especialmente en dispositivos móviles como teléfonos inteligentes y tabletas. Las aplicaciones web han aumentado enormemente en popularidad para algunos usos, pero las ventajas de las aplicaciones hacen que no sea probable que desaparezcan pronto, si sucede. Además, los dos pueden ser complementarios e incluso integrados.
El software de aplicación también puede verse como horizontal o vertical. Las aplicaciones horizontales son más populares y generalizadas, ya que son de uso general, por ejemplo procesadores de texto o bases de datos. Las aplicaciones verticales son productos especializados, diseñados para un tipo particular de industria o negocio o departamento dentro de una organización. Los paquetes integrados de software tratarán de manejar cada aspecto específico posible de, por ejemplo, sistemas de fabricación o bancarios, o contabilidad, o servicio al cliente.
Hay muchos tipos de software de aplicación:

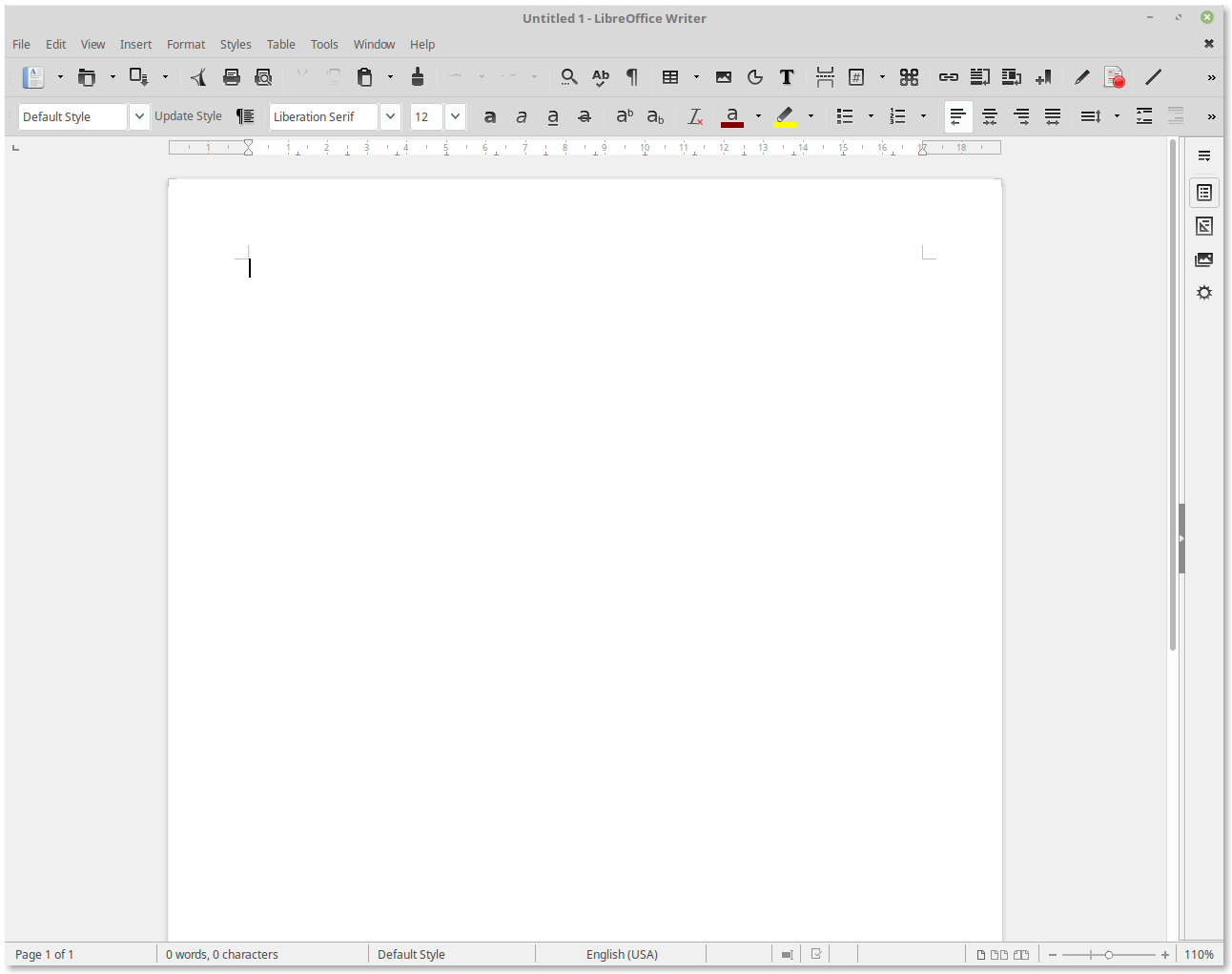
LibreOffice Writer, un procesador de textos de código abierto que es un componente de LibreOffice

- Una paquete de aplicaciones consta de múltiples aplicaciones agrupadas juntas. Por lo general, tienen funciones, características e interfaces de usuario relacionadas, y pueden interactuar entre ellos, por ejemplo abrir los archivos de los demás. Las aplicaciones comerciales a menudo vienen en paquetes, p. ej. Microsoft Office, LibreOffice e iWork, que agrupan un procesador de textos, una hoja de cálculo, etc. pero los paquetes existen para otros fines, p. ej. gráficos o música.

- El software empresarial aborda las necesidades de los procesos y flujos de datos de una organización completa, mediante varios departamentos, muchas veces en un gran entorno distribuido. Los ejemplos incluyen sistemas de planificación de recursos empresariales, sistemas de gestión de relaciones con el cliente (CRM) y software de gestión de la cadena de suministro. El software departamental es un subtipo de software empresarial con un enfoque en organizaciones más pequeñas o grupos dentro de una gran organización. (Los ejemplos incluyen administración de gastos de viaje y Helpdesk de TI).

- El software de infraestructura empresarial proporciona capacidades comunes necesarias para admitir sistemas de software empresariales. (Los ejemplos incluyen bases de datos, servidores de correo electrónico y sistemas para administrar redes y seguridad).

- El software para trabajadores de la información le permite a los usuarios crear y administrar información, muchas veces para proyectos individuales dentro de un departamento, en contraste con la administración empresarial. Los ejemplos incluyen administración del tiempo, administración de recursos, herramientas analíticas, colaborativas y de documentación. Los procesadores de textos, las hojas de cálculo, los clientes de correo electrónico y blog, el sistema de información personal y los editores de medios individuales pueden ayudar en las tareas de múltiples trabajadores de la información.

- El software de acceso de contenido se utiliza principalmente para acceder al contenido sin editar, pero puede incluir software que permita la edición de contenido. Dicho software aborda las necesidades de individuos y grupos para consumir entretenimiento digital y contenido digital publicado. Los ejemplos incluyen reproductores multimedia, navegadores web y exploradores de ayuda.

- El software educativo está relacionado con el software de acceso al contenido, pero tiene el contenido o características adaptadas para su uso por parte de educadores o estudiantes. Por ejemplo, puede entregar evaluaciones/pruebas, rastrear el progreso a través del material o incluir capacidades de colaboración.

- El software de simulación, como su nombre lo indica, simula sistemas físicos o abstractos para fines de investigación, capacitación o entretenimiento.

- El software de desarrollo de medios genera medios impresos y electrónicos para que otros los consumen, la mayoría de las veces en un entorno comercial o educativo. Esto incluye software de artes gráficas, software de publicación de escritorio, software de desarrollo multimedia, editores de HTML, editores de animación digital, composición digital de audio y video y muchos otros.[16]

- El software de ingeniería de productos se utiliza para desarrollar productos de hardware y software. Esto incluye diseño asistido por computadora (CAD), ingeniería asistida por computadora (CAE), edición de lenguaje de programación y herramientas de compilación, entornos de desarrollo integrados e interfaces de programador de aplicaciones.

Las aplicaciones también se pueden clasificar por plataforma informática. P. ej. para un sistema operativo particular, un servidor de red como la computación en la nube y las aplicaciones Web 2.0, o tipo de dispositivos, como aplicaciones móviles para dispositivos móviles.
El sistema operativo en sí mismo se puede considerar software de aplicación al realizar tareas sencillas de cálculo, medición, representación y procesamiento de textos que no se utilizan para controlar el hardware a través de la interfaz de línea de comandos o la interfaz gráfica de usuario. Esto no incluye el software de aplicación incluido dentro de los sistemas operativos, como un software de calculadora o un editor de texto.

## Softwarepara trabajadores de la información
- Software contable
- Manejo de datos
  - Administrador de contactos
  - Hoja de cálculo
  - Software de base de datos
- Documentación
  - Automatización de documentos
  - Procesador de textos
  - Software de autoedición
  - Software de diagramación
  - Software de presentación
  - Correo electrónico
  - Software de blog
- Planificación de recursos empresariales
- Software financiero
  - Software de banca
  - Sistemas de compensación
  - Software aritmético
- Gestión del servicio de campo
  - Software de gestión de mano de obra
- Software de administración de proyectos
  - Software de calendario
  - Programa de programación de empleados
  - Software de flujo de trabajo
- Sistemas de reserva

### Softwarede entretenimiento
- Protectores de pantalla
- Videojuegos
  - Arcade
  - Videojuego para consola
  - Videojuego para móviles
  - Videojuego para PC

### Softwareeducativo
- Gestión del aula
- Software de referencia
- Software de preparación de ventas
- Gestión de encuestas
- Enciclopedias

### Softwarede infraestructura empresarial
- Software de flujo de trabajo empresarial
- Sistema de gestión de bases de datos (DBMS)
- Software de gestión de activos digitales (DAM)
- Software de gestión de documentos
- Sistema de información geográfica (SIG)

### Software de simulación
- Simuladores de computadora
- Simuladores científicos
- Simuladores sociales
- Simuladores de campo de batalla
- Simuladores de emergencia
- Simuladores de vehículos
  - Simuladores de vuelo
  - Simuladores de conducción
- Videojuego de simulación
  - Videojuego de simulación de vehículos

### Softwarede desarrollo de medios
- Software de gráficos por ordenador en 3D
- Software de animación
- Software de artes gráficas
  - Editor de gráficos rasterizados
  - Editor de gráficos vectoriales
- Organizador de imagen
- Software de edición de video
- Software de edición de audio
  - Estación de trabajo de audio digital
- Secuenciador de música
  - Editor de partituras
- Editor de HTML
- Herramienta de desarrollo de juegos
- Software de animación y gráfico

### Software de ingeniería de productos
- Ingeniería de hardware
  - Ingeniería asistida por computadora
  - Diseño asistido por computadora (CAD)
  - Fabricación asistida por computadora (CAM)
  - Análisis de elementos finitos
- Ingeniería de software
  - Software de compilación
  - Entorno de desarrollo integrado
    - Compilador
    - Enlazador
    - Control de versiones
    - Herramienta de desarrollo de videojuegos
    - Depurador
    - Gerente de licencia